# Estación de Jambes
La estación de Jambes es una estación de tren belga situada en Jambes en la ciudad de Namur, en la provincia de Namur, región Valona.
Pertenece a la línea  de S-Trein Charleroi.

## Situación ferroviaria
La estación se encuentra en la línea 154 (Namur-Dinant).

## Intermodalidad
| Línea | Procedencia               | Parada              | Destino                    |
| ----- | ------------------------- | ------------------- | -------------------------- |
| 1     | JAMBES Petit-Ry           | JAMBES Station Nord | SAINT-MARC Place Communale |
| 8R    | NAMUR Gare                | JAMBES Station Nord | JAMBES Renforcement        |
| 12    | NAMUR Gare                | JAMBES Station Nord | HUY Gare                   |
| 42    | SEILLES Gare des bus      | JAMBES Station Nord | NAMUR Boulevard du Nord    |
| 89    | NAMUR Place de la Station | JAMBES Station Nord | NANINNE DLM                |
| A     | ERPENT Collège            | JAMBES Station Nord | BELGRADE Place Borlée      |